# Macchine a spalla

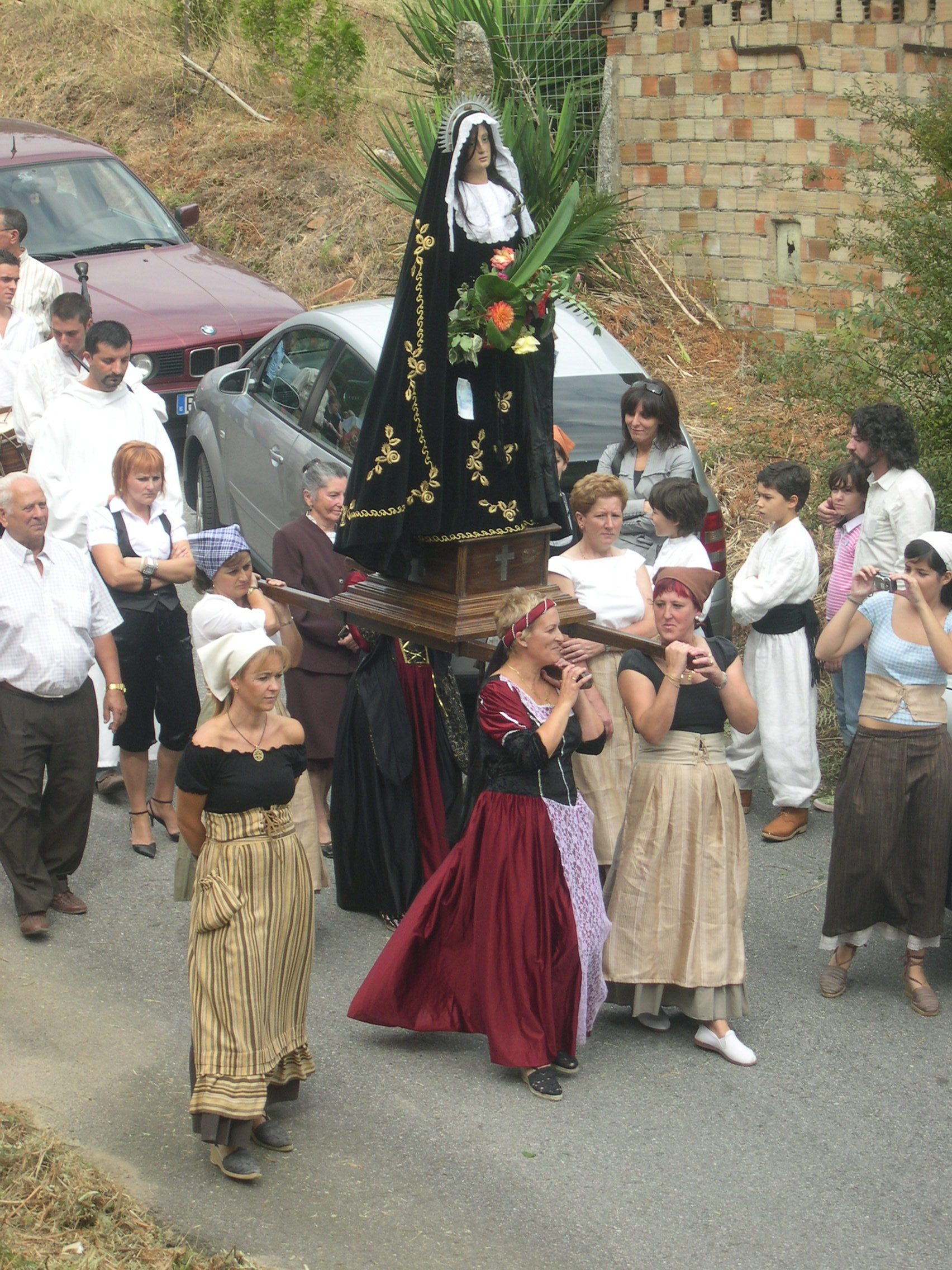
Una macchina votiva a spalla a Caldas de Reis.

Le macchine votive a spalla sono nate come strutture rudimentali evolutesi poi in cataletti, e infine sostegni, impalcature, torri piramidali di legno, ferro o materiale di altra natura, elementi tutti impiegati nello svolgimento di processioni, riti popolari a carattere profano o religioso. Possono considerarsi come elementi analoghi ai carri trionfali quale è la varetta.

## Processioni celebri
- Macchina di Santa Rosa, Viterbo, 30 metri
- Giglio di Sant'Antimo, Recale (CE), 25 metri.
- Festa dei Gigli, Nola (NA), 25 metri
- Varia di Palmi, Palmi (RC), 16 metri
- U Trunu, Barrafranca (EN), 6 metri
- Faradda di li candareri (Discesa dei candelieri), Sassari, 6 metri
- Festa dei Ceri, Gubbio (PG), 5 metri
- Festa di Sancta Maria di Mezo di Gosto (Festa di Santa Maria di mezz'agosto), Iglesias, 5 metri
- Essida de sos Candhaleris (Uscita dei Candelieri), Nulvi (SS), 9 metri
- Candelieri di Ploaghe, Ploaghe (SS), 4 metri
- Festa dei Gigli a Barra Quartiere di Napoli (Festa di S.Anna e S.Antonio) 25 metri

Quattro tra le più importanti feste delle grandi macchine a spalla, la Macchina di Santa Rosa di Viterbo, la Festa dei Gigli di Nola, la Varia di Palmi e la Discesa dei Candelieri di Sassari, riunite nella rete delle grandi macchine a spalla italiane, sono state incluse nel 2013 nella Lista rappresentativa del patrimonio culturale immateriale dell'umanità nell'ambito della Convenzione per la salvaguardia del patrimonio culturale immateriale dell'UNESCO.